# Mary Joe Fernandez
Mary Joe Fernandez, geboren als María José Fernández (Dominicaanse Republiek, 19 augustus 1971), is een voormalig Amerikaans professioneel tennisster. Haar vader was Spaans en haar moeder Spaans-Cubaans.

## Loopbaan
In het dubbelspel won Fernandez – samen met Gigi Fernández (geen familie) – tweemaal olympisch goud (1992 en 1996), alsmede twee grandslamtoernooien (Australian Open 1991 met Patty Fendick, en Roland Garros 1996 met Lindsay Davenport). Op de Olympische spelen in Barcelona won zij in het enkelspel een bronzen medaille.
In 1989, de laatste editie van dat evenement, nam Fernandez deel aan het Amerikaanse Wightman Cup-team.
In 1991 was zij lid van het Amerikaanse Fed Cup-team dat de finale van Wereldgroep I bereikte; daarin werden zij verslagen door het Spaanse team. In 1994 en in 1995 herhaalde zich ditzelfde scenario nog tweemaal. In 1996 ontmoette het Amerikaanse team alweer de Spaanse dames in de finale – dit keer wisten zij de titel wel te grijpen. Ook in 1997 en 1998 nam Fernandez nog deel aan de Fed Cup – in 1997 verloren zij in de eerste ronde van het Nederlandse team; in 1998 namen zij daarvoor revanche, maar in de halve finale waren de Spaansen weer te sterk voor de Amerikaanse dames.
In 1996 ontving Fernandez de Sarah Palfrey Danzig Award.

## Resultaten grandslamtoernooien
| Legenda | Legenda                          |
| ------- | -------------------------------- |
| g.t.    | geen toernooi gehouden           |
| l.c.    | lagere categorie                 |
| –       | niet deelgenomen                 |
| G       | uitgeschakeld in de groepsfase   |
| 1R      | uitgeschakeld in de eerste ronde |
| 2R      | uitgeschakeld in de tweede ronde |
| 3R      | uitgeschakeld in de derde ronde  |
| 4R      | uitgeschakeld in de vierde ronde |
| KF      | uitgeschakeld in de kwartfinale  |
| HF      | uitgeschakeld in de halve finale |
| F       | de finale verloren               |
| W       | het toernooi gewonnen            |
| w-v     | winst/verlies-balans             |

### Enkelspel
| toernooi        | 1985 | 1986 | 1987 | 1988 | 1989 | 1990 | 1991 | 1992 | 1993 | 1994 | 1995 | 1996 | 1997 | 1998 | 1999 |
| --------------- | ---- | ---- | ---- | ---- | ---- | ---- | ---- | ---- | ---- | ---- | ---- | ---- | ---- | ---- | ---- |
| Australian Open | –    | g.t. | –    | –    | 3R   | F    | HF   | F    | KF   | 4R   | 4R   | 4R   | HF   | –    | 3R   |
| Roland Garros   | 1R   | KF   | 2R   | –    | HF   | KF   | KF   | 3R   | F    | 3R   | 1R   | 4R   | KF   | –    | 4R   |
| Wimbledon       | –    | 1R   | 4R   | 4R   | 4R   | –    | HF   | 3R   | 3R   | 3R   | KF   | KF   | 4R   | –    | 1R   |
| US Open         | 2R   | 3R   | 3R   | 3R   | 1R   | HF   | 3R   | HF   | –    | 3R   | KF   | –    | 4R   | 3R   | 4R   |

### Vrouwendubbelspel
| toernooi        | 1986 | 1987 | 1988 | 1989 | 1990 | 1991 | 1992 | 1993 | 1994 | 1995 | 1996 | 1997 | 1998 | 1999 |
| --------------- | ---- | ---- | ---- | ---- | ---- | ---- | ---- | ---- | ---- | ---- | ---- | ---- | ---- | ---- |
| Australian Open | g.t. | –    | –    | KF   | F    | W    | F    | KF   | KF   | KF   | F    | 2R   | –    | 2R   |
| Roland Garros   | –    | 1R   | –    | 2R   | –    | KF   | 1R   | 3R   | 3R   | HF   | W    | F    | –    | 2R   |
| Wimbledon       | –    | 1R   | –    | –    | –    | HF   | KF   | HF   | 1R   | 1R   | KF   | KF   | –    | KF   |
| US Open         | 1R   | 2R   | 2R   | F    | –    | HF   | KF   | –    | –    | –    | –    | 3R   | 3R   | KF   |

### Gemengd dubbelspel
| Australian Open | g.t. | –  | –  | 2R | KF | KF | 2R | –  |
| Roland Garros   | 1R   | 1R | –  | –  | –  | –  | –  | –  |
| Wimbledon       | –    | 1R | KF | –  | 1R | KF | –  | 2R |
| US Open         | 2R   | –  | KF | –  | KF | –  | –  | –  |